# Hypocysta calypso
Hypocysta calypso är en fjärilsart som beskrevs av Grose-smith 1897. Hypocysta calypso ingår i släktet Hypocysta och familjen praktfjärilar. Inga underarter finns listade i Catalogue of Life.